# Prabhat Ranjan Sarkar
Prabhat Ranjan Sarkar (ur. 21 maja 1921, zm. 21 października 1990) – indyjski filozof, rewolucjonista społeczny, poeta, lingwista. Jednakże znany jest przede wszystkim pod imieniem Shrii Shrii Anandamurti, jako duchowy nauczyciel tantry i jogi, założyciel międzynarodowej organizacji Ananda Marga.

## Wczesne lata
Urodził się 21 maja 1921 roku w Dźomalpurze, w Biharze. Już w młodości uważany był za mistyka. Spędzał wówczas wiele czasu praktykując medytację.
W 1939 roku rozpoczął studia w Vidyasagar College w Kolkacie. Wtedy też inicjował swego pierwszego ucznia w jodze Tantry (praktyki, których nauczał, są głęboko duchowe i mimo że wywodzą się z sięgającej kilku tysięcy lat wstecz starożytnej wiedzy tantry, zostały dostosowane do zmieniających się wciąż potrzeb współczesnego człowieka). Pierwszym inicjowanym był przestępca Kalicharan, który porzucił wówczas swe dotychczasowe życie i wkroczył na ścieżkę duchowości. Zmienił także imię na Kalikananda.
Do 1955 roku P.R. Sarkar wiódł normalne życie. Pracował jako urzędnik kolejowy w Dźomalpurze, jednocześnie nauczając filozofii i inicjując kolejnych uczniów. Wtedy to założył oficjalnie Ananda Marga (z sanskrytu – „Ścieżka Błogości”) – społeczno-duchową organizację, której założeniem jest „samorealizacja i służenie innym”. W 1962 P.R. Sarkar zainicjował pierwszego aćarję – osobę znającą wyższe praktyki tantry, mogącą nauczać innych praktyk jogi. W 1966 roku stworzył regułę mniszą, dzięki której wielu aćarjów poświęciło się całkowicie pracy dla organizacji. W tym też roku opuścił Jamalpur i wyjechał do Anandanagar w Zachodnim Bengalu.

## Kontrowersje
Sarkar spotkał się z dużą krytyką głównie ze względu na swe rewolucyjne poglądy, które sprzeciwiały się ortodoksyjnemu systemowi kastowemu. Każdy inicjowany w Ananda Mardze musiał porzucić wszelkie uprzedzenia do ludzi z innych kręgów społecznych oraz zgolić (mężczyźni) charakterystyczny dla kasty braminów kosmyk włosów.
W 1959 roku rozpoczął wykłady o społeczno-ekonomicznej teorii (PROUT), jaka otwarcie występowała przeciwko sprawującej wówczas w Zachodnim Bengalu władzę Partii Komunistycznej. To spowodował, że wokół osoby Sarkara narosło wiele kontrowersji.
W 1971 roku został aresztowany po pozorem zlecenia zabójstwa kilku byłych członków swej organizacji. W lipcu 1975 roku Ananda Marga została oficjalnie zakazana w Indiach. Wraz z nią zamknięto Uniwersytet Proutowski oraz uwięziono wielu działaczy opozycji rządu Indiry Gandhi. Zwolennicy P.R. Sarkara uważali jednak, że prawdziwym powodem uwięzienia ich guru było otwarte sprzeciwianie się korupcji w rządzie indyjskim oraz duchowa i społeczna aktywność.
Sarkar składał zażalenia odnośnie do tortur, jakim byli poddawani jego aczarjowie oraz złym warunkom bytowym panującym w więzieniu. Sąd uznał go winnym i skazał na dożywotnie pozbawienie wolności. 12 lutego 1973 roku próbowano go otruć. Po tym zamachu niemalże utracił wzrok, przeżył jednak i na znak protestu do końca swego pobytu w więzieniu prowadził strajk głodowy – przyjmował dwie szklanki jogurtu dziennie. Trwało to pięć i pół roku i wyniszczyło jego organizm. Sarkar domagał się apelacji i uniewinnienia oraz oczyszczenia z zarzutów.
W 1977 roku zakończył się w Indiach stan wyjątkowy i ogłoszono wolne wybory, które Indira Gandhi przegrała. Wtedy też umożliwiono wznowienie śledztwa w sprawie P.R. Sarkara i oczyszczono go ze wszystkich zarzutów. Jego protest i głodówka trwały od 1 kwietnia 1973 aż do uwolnienia 3 sierpnia 1978 roku, kiedy po raz pierwszy przyjął z rąk swojej siostry sok pomarańczowy.

## Przeciwnicy
Ze względu na swoje poglądy Ananda Marga ma dzisiaj wielu zwolenników. Nie brak jej jednak także przeciwników. Poglądy P.R. Sarkara uderzają w indyjski system kastowy. Są także dosyć rewolucyjne w porównaniu z kapitalizmem i komunizmem. Podczas jego uwięzienia na znak protestu kilku członków Ananda Margi dokonało samospalenia. Ukazało się także w latach 70. wiele publikacji, które kreowały wizerunek organizacji jako terrorystycznej (np. podłożenie bomby w hotelu Hilton, Australia – oskarżeni o to członkowie AM zostali po siedmiu latach uniewinnieni, dzisiaj mówi się, że była to prowokacja mająca na celu utrzymanie przy życiu rozwiązanej 15 lat później specjalnej jednostki policji australijskiej). Są to jednak dyskusyjne wydarzenia, których nigdy nie potrafiono w sposób jednoznaczny z Ananda Margą powiązać.

## Twórczość
Pomijając okres uwięzienia, P.R. Sarkar poświęcił swej organizacji siedemnaście lat życia. Z małej organizacji o znaczeniu lokalnym Ananda Marga przeistoczyła się w okresie jego pobytu w więzieniu w ruch międzynarodowy, zrzeszający dziesiątki tysięcy osób na całym świecie. Ananda Marga nie jest jedynym, co po sobie pozostawił.
Na podstawie jego wykładów i przedyktowanych tekstów zredagowano ponad 250 książek o różnorodnej tematyce. Oprócz duchowości, jogi, tantry zawierają one ponad 1500 stron traktujących o społeczno-ekonomicznej teorii PROUT (rewolucyjnej zarówno jeżeli chodzi o kapitalizm, jak komunizm), kilka tysięcy stron rozpraw lingwistycznych o ewolucji ludzkiego języka oraz niedokończoną 26–tomową encyklopedię w języku zachodniobengalskim.
Oprócz tego jest autorem wielu rozpraw z zakresu socjologii, rolnictwa, historii, literatury, medycyny, kosmologii, filozofii. Ponadto jest również twórcą filozofii neohumanistycznej (1982), teorii mikrowitów (1986) oraz kompozytorem ponad pięciu tysięcy pieśni zw. „Prabhat Samghita” (Pieśni Nowej Jutrzenki), których główną tematyką jest wielbienie Boga (1982–1990).